# Чижа-1
Чижа-1 (каз. Шежін 1) — село в Таскалинском районе Западно-Казахстанской области Казахстана. Входит в состав Амангельдинского сельского округа. Код КАТО — 276035400.

## Население
В 1999 году население села составляло 303 человека (159 мужчин и 144 женщины). По данным переписи 2009 года, в селе проживало 213 человек (111 мужчин и 102 женщины).